# 洛思山
73°27′S 93°33′W / 73.450°S 93.550°W
洛思山（英語：Mount Loweth），是南極洲的山峰，位於埃爾斯沃思地，屬於瓊斯山的一部分，處於安德森穹丘東北面11公里，海拔高度1,420米，由明尼蘇達大學攀山會繪入地圖，現時由南極條約體系管理。